# Chapel of the Pines Crematory
Il Chapel of the Pines Crematory è un crematorio e cimitero a colombari collocato al n.1605 di South Catalina Street, a Los Angeles, in California, negli Stati Uniti, nello storico distretto di West Adams District a breve distanza dal centro. Esso si trova affiancato ad est dall'Angelus-Rosedale Cemetery, mentre è affiancato a sud-ovest dai Catalina e Venice Boulevard.
Eretto nel 1903 con la caratteristica struttura a cupola richiama apertamente gli antichi osservatori a simboleggiare il legame tra il cielo e la terra. È il luogo di sepoltura in urne di diversi attori del cinema e personaggi famosi soprattutto americani.

## A
- Ted Adams (1890 - 1973), attore
- Broncho Billy Anderson (1882 - 1971), attore, sceneggiatore, regista e produttore cinematografico
- Lionel Atwill (1885 -1946), attore britannico
- Arthur Aylesworth (1883 - 1946), attore

## B
- Ross Bagdasarian (1919 - 1972), pianista, musicista e attore
- Alma Bennett (1904 - 1958), attrice
- Nora Dorothy Bernard (1890 - 1955), attrice
- Nigel Bruce (1895 - 1953), attore britannico
- Mae Busch (1891 - 1946), attrice australiana

## C
- Leonard Carey (1887 - 1977), attore
- Louise Carver (1869 - 1956), attrice
- Helen Chandler (1906 - 1965), attrice
- Parley Parker Christensen (1869 - 1954), politico dell'Utah e della California, esperantista
- Dorothy Christy (1906 - 1977), attrice
- Colin Clive (1900 - 1937), attore britannico (qui si trova in realtà solo un cenotafio dal momento che le sue ceneri vennero per sua volontà disperse in mare)
- Charles Pearce Coleman (1885 - 1951), attore
- June Collyer (1906 - 1968), attrice
- Heinie Conklin (1889 - 1959), attore
- Tom Conway (1904 - 1967), attore
- Cecil Cunningham (1888 - 1959), attrice

## D
- Edgar Dearing (1893 - 1974), attore
- William Desmond (1878 - 1949), attore irlandese naturalizzato statunitense
- Margaret Dumont (1889 - 1965), attrice

## E
- Stuart Erwin (1903 - 1967), attore
- Anthony Eustrel (1903 - 1979), attore
- Renee Evans (1908 - 1971), attrice
- Ernest Evers (1874 - 1945), attore

## F
- Bess Flowers (1898 - 1984), attrice (nota come "La regina degli extra di Hollywood")
- Noel Francis (1906 - 1959), attrice
- Raymond Freidgen (1893 - 1966), regista, produttore, scrittore e attore
- Maude Fulton (1881 - 1950), attrice e scrittrice

## G
- Florence Gill (1877 - 1965), attrice radiofonica
- Edmund Gwenn (1875 - 1959), attore

## H
- Raymond Hackett (1902 - 1958), attore
- Jean Hagen (1923 - 1977), attrice
- Hobart Henley (1887 - 1964), regista, attore e produttore cinematografico
- Halliwell Hobbes (1877 - 1962), attore
- Arthur Hoyt (1874 - 1953), attore
- Warren Hymer (1906 - 1948), attore

## I
- Lloyd Ingraham (1874 - 1956), attore, regista e sceneggiatore

## J
- Julanne Johnston (1900 - 1988), attrice
- Justine Johnstone (1895 - 1982), attrice e patologa
- E. Truman Joiner (1906 - 1961), attore

## L
- Gregory La Cava (1892 - 1952), regista, sceneggiatore e produttore cinematografico
- Lew Landers (1901 - 1962), regista e attore
- William LeBaron (1883 - 1958), produttore cinematografico
- Mitchell Leisen (1898 - 1972), regista, scenografo e costumista
- Montagu Love (1877 - 1943), attore inglese
- Wilfred Lucas (1871 - 1940), attore, regista e sceneggiatore canadese

## M
- J. Farrell MacDonald (1875 - 1952), attore e regista
- Herbert Marshall (1890 - 1966), attore britannico
- Edward Martindel (1876 - 1955), attore
- Sarah Y. Mason (1896 - 1980), sceneggiatrice
- Torben Meyer (1884 - 1975), attore
- Gertrude Michael (1910 - 1965), attrice
- Thomas Mitchell (1892 - 1962), attore
- Leonard Mudie (1883 - 1965), attore britannico

## N
- Alan Napier (1903 - 1988), attore inglese
- Ray Nazarro (1902 - 1986), regista, regista e produttore cinematografico
- Tom Neal (1914 - 1972), attore
- Kurt Neumann (1908 – 1958), regista tedesco naturalizzato statunitense

## O
- Willis O'Brien (1886 - 1962), animatore, regista e effettista (1933)
- Vivien Oakland (1895 - 1958), attrice
- Florence Oakley (1881 - 1956), attrice
- Philip Ober (1902 - 1982), attore
- Garry Owen (1902 - 1951), attore

## P
- Franklin Parker (1900 - 1962), attore
- Stuart Paton (1883 - 1944), regista, sceneggiatore e attore scozzese
- Eileen Percy (1900 - 1973), attrice britannica
- George P. Putnam (1887 - 1950), pubblicista, autore ed esploratore (marito di Amelia Earhart)

## R
- Warner Richmond (1886 - 1948), attore
- Rachel Roberts (1927 - 1980), attrice britannica
- Harry Ruby (1895 - 1974), scrittore e compositore

## S
- Tiny Sandford (1894 - 1961), attore
- William Nicholas Selig (1864 - 1948), produttore cinematografico
- Ann Sheridan (1915 - 1967), attrice (originariamente qui sepolta sino al 2005 quando le su ceneri vennero ricollocate nell'Hollywood Forever Cemetery)
- Jay Silverheels (1912 - 1980), attore canadese (solo cremato, le sue ceneri vennero poste nella sua Six Nations of the Grand River in Canada)
- Herbert Standing (1846 - 1923), attore britannico
- Vernon Steele (1882 - 1955), attore
- Harry Stubbs (1874 - 1950), attore
- Stephen Stucker (1947 - 1986), attore

## T
- Zeffie Tilbury (1863 - 1950), attrice
- Florence Turner (1885 - 1946), attrice e sceneggiatrice

## V
- Philip Van Zandt (1904 - 1958), attore e personaggio televisivo olandese

## W
- H.B. Warner (1875 - 1958), attore britannico (riposa in una cappella privata)
- E. Allyn Warren (1874 - 1940), attore
- Lyle R. Wheeler (1905 - 1990), scenografo e regista
- Kathlyn Williams (1888 - 1960), attrice, scrittrice

## Y
- Cy Young (1987 - 1964), animatore cinese naturalizzato statunitense